# Территориальный спор между Бразилией и Францией

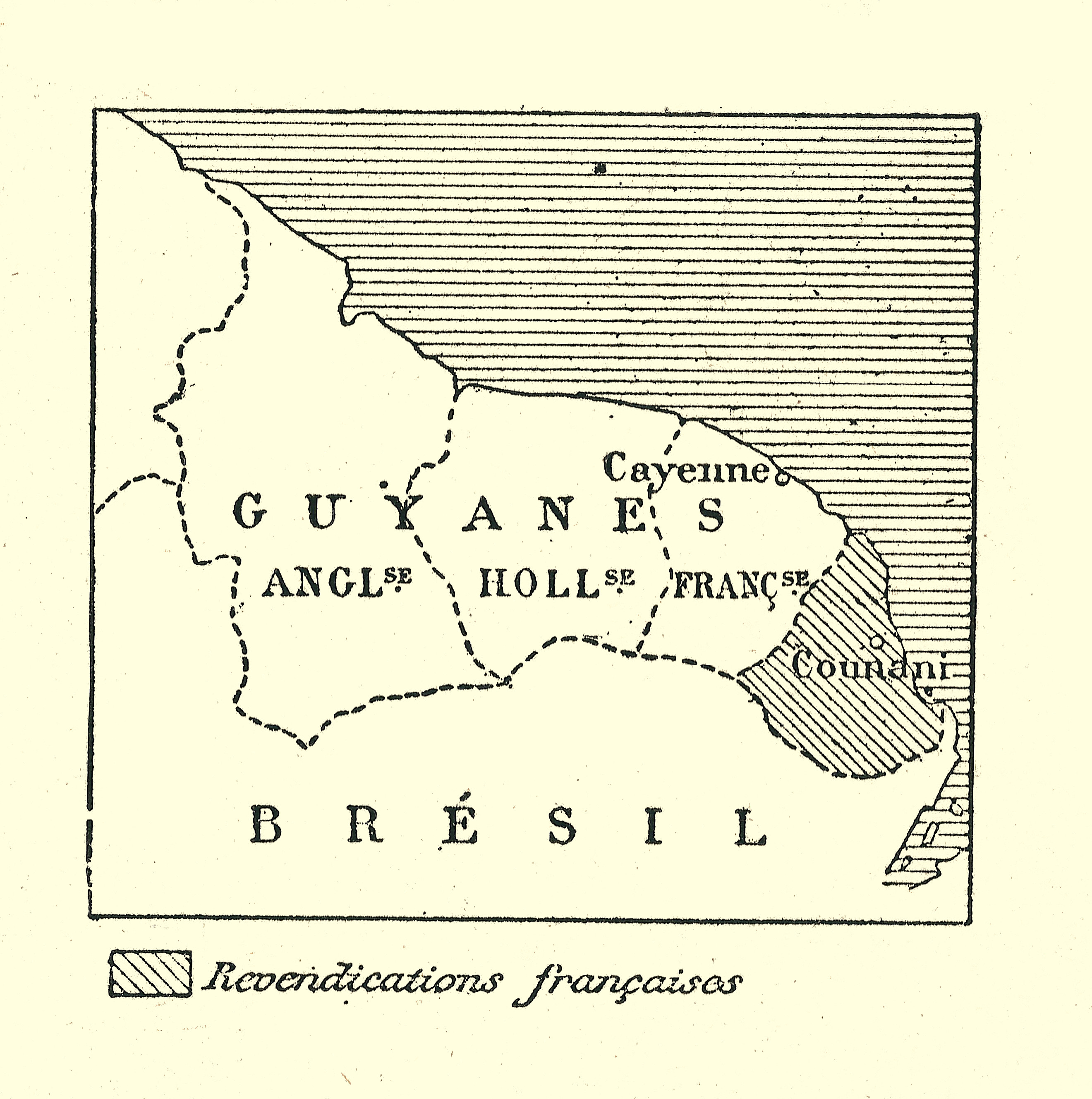
Карта Британской Гвианы, Нидерландской Гвианы и Французской Гвианы. Несмотря на то, что французская Кунани отошла к Португалии, а затем к Бразилии по Утрехтскому договору, Франция не оставила притязания на эту территорию.

Территориальный спор между Бразилией и Францией (фр. Contesté franco-brésilien; порт. Questão do Amapá) — длительный территориальный спор (1713—1900) по определению границ Французской Гвианы, в который поначалу были вовлечены Франция, с одной стороны, и Португалия с другой. После 1822 года правопреемницей последней стала независимая Бразильская империя. После обретения независимости Бразилией конфликт вступил в более острую фазу, обострившись после падения Бразильской империи из-за нежелания французской стороны идти на какие бы то ни было уступки после того, как в регионе было найдено золото. 1 декабря 1900 года швейцарский арбитр Вальтер Хаузер разрешил спор в пользу Бразилии, границы 1713 года были восстановлены.

## История
Утрехтский мирный договор 1713 года установил границы между Францией и Португалией по реке Ояпок (Жапок), однако французы, воспользовавшись слабостью административно-военного аппарата Португалии, проигнорировали это решение и фактически заняли всю территорию современного штата Амапа до реки Арагуари, а также выдвинули претензии на север современных штатов Пара и Амазонас, пытаясь таким образом компенсировать потерю Новой Франции в 1760 году, а затем продажу Луизианы в 1803. Общая площадь спорных территорий была огромна — свыше 550 000 км². Учитывая малонаселённость данной области, а также уважительное отношение бразильцев и португальцев к языку и культуре Франции, факт оккупации долгое время игнорировала как сама Португалия, так и её колония. Однако повторное усиление Франции в западном полушарии не входило в интересы её давних соперников — англичан. Капитан Хэррис специально доложил об оккупационных намерениях французов, построивших форт близ современного города Макапа, бразильскому императору Педру II. Последний решил предложить французам на время превратить междуречье рек Ояпок и Арагуари, а также другие внутренние районы в нейтральную зону, которую предстояло разделить между странами.

## Разрешение
Не желая портить отношения ни с Францией, ни с Великобританией, бразильские власти пытались пойти на компромисс и предложили французам разделить спорную территорию, ещё раз утверждённую 10 апреля 1897 года, пополам, с границей по реке Калсуэни, но после того, как в регионе было найдено золото, французы стали непреклонны. На границе начались стычки военных. Воспользовавшись хаосом и неопределённостью границ между странами, часть освобождённых рабов и беглых преступников провозгласила на спорной территории новое государство — республику Кунани (Независимая республика Гвиана).
Параллельно с этим развернулся и франко-нидерландский территориальный спор к западу от Гвианы. Ситуация требовала арбитража третьей стороны. Швейцарский арбитр Вальтер Хаузер 1 декабря 1900 года вынес решение восстановить границы 1713 года и полностью лишил Францию права на все спорные территории, отошедшие под суверенитет республики Бразилия. Так была установлена современная франко-бразильская граница.